# ルカ・ヴィド
ルカ・ヴィド（イタリア語: Luca Vido、1999年6月4日 - ）は、イタリアのサッカー選手。ポジションはFW。

## クラブ歴
2017年にACミランからセリエBのASチッタデッラに期限付き移籍、同年2月4日の試合で選手初出場を記録した。
同年夏にアタランタBCに移籍。しかし半年後に再びチッタデッラに期限付き移籍した後は、セリエBのペルージャ・カルチョ、FCクロトーネ、ACピサ1909、USクレモネーゼS.P.A.L.、パレルモFCへと期限付き移籍を繰り返した。

## 代表歴
U-15からの各年代で出場歴があり、UEFA U-17欧州選手権2013、2013 FIFA U-17ワールドカップ、2017 FIFA U-20ワールドカップに参加した。